# Káto Pitsá
Káto Pitsá  är en ort i Grekland.   Den ligger i prefekturen Nomós Korinthías och regionen Peloponnesos, i den centrala delen av landet, 100 km väster om huvudstaden Aten. Káto Pitsá ligger 1 meter över havet och antalet invånare är 657.
Terrängen runt Káto Pitsá är kuperad åt sydväst, men norrut är den platt. Havet är nära Káto Pitsá åt nordost. Runt Káto Pitsá är det ganska glesbefolkat, med 39 invånare per kvadratkilometer. Närmaste större samhälle är Xylókastro, 9,2 km öster om Káto Pitsá. 